# Chavs: The Demonization of the Working Class
Chavs: The Demonization of the Working Class est un essai politique du britannique Owen Jones, paru en 2011. Il s'intéresse aux stéréotypes de la classe ouvrière britannique et notamment l'utilisation du terme péjoratif chav. Applaudi par la critique, le livre est considéré par Dwight Garner du New York Times comme l'un des 10 meilleurs livres non-fictionnels de 2011, et il est nommé au Guardian First Book Award,,,,,. Ce livre, voulant éveiller les consciences sur une face méconnue de la population britannique, a pour 
vocation de rendre compte des inégalités de classe et du délaissement de la classe ouvrière britannique, à travers une investigation raisonnée.